# Marie Clementine van Oostenrijk

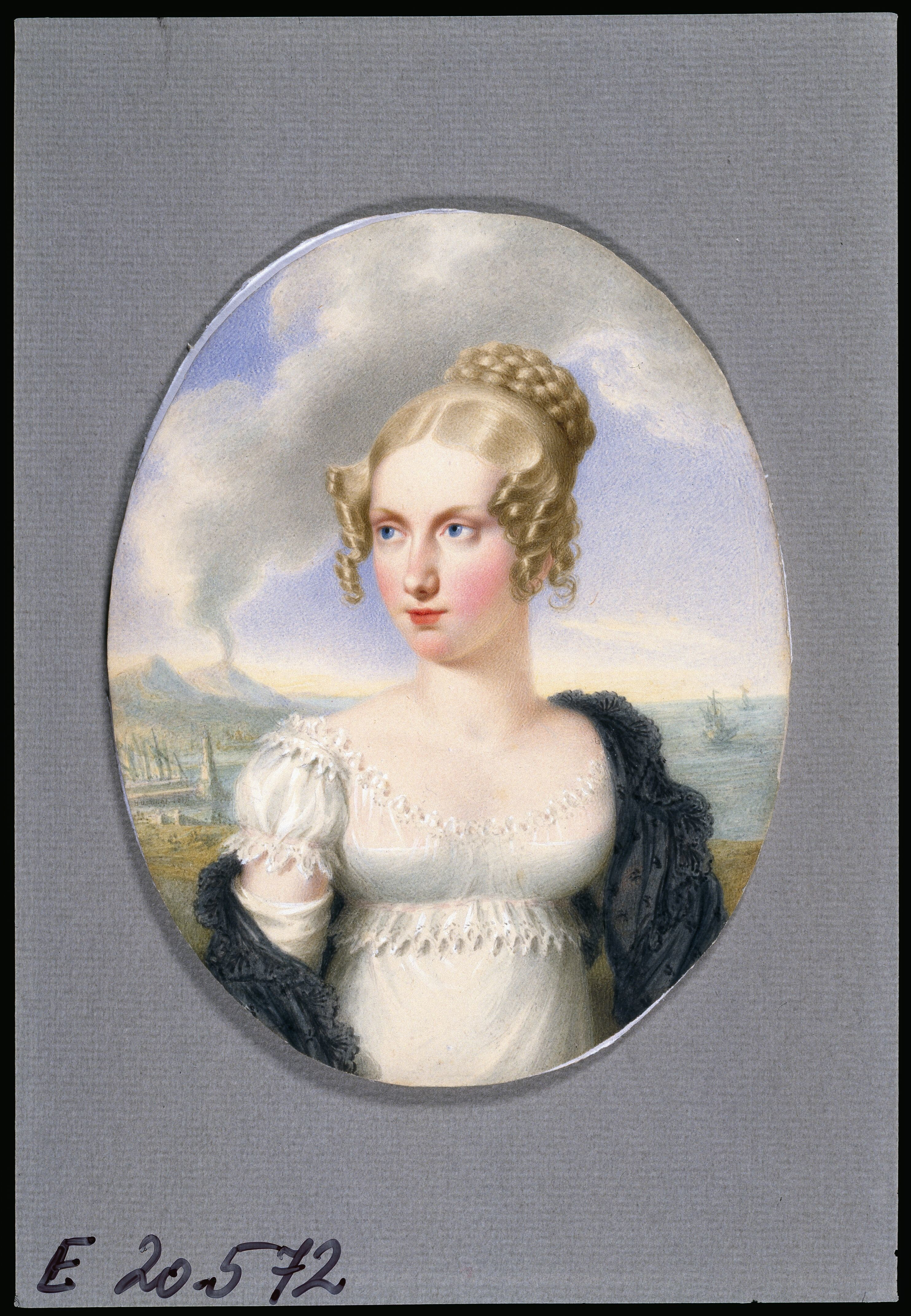
Marie Clementine van Oostenrijk

Marie Clementine Francisca Josepha van Habsburg-Lotharingen (Wenen, 1 maart 1798 – Kasteel van Chantilly, 3 september 1881), aartshertogin van Oostenrijk, was de dochter van keizer Frans II. 
Marie Clementine werd geboren als de vijfde dochter van keizer Frans II en Maria Theresia van Bourbon-Sicilië. Ze was onder andere de zuster van keizer Ferdinand I van Oostenrijk, keizerin Marie Louise van Frankrijk en keizerin-gemalin Leopoldina van Brazilië. Ze was dus verwant aan verschillende, belangrijke vorstenhuizen.
Op 28 juli 1816 trad ze in Wenen in het huwelijk met haar oom Leopold van Bourbon-Sicilië. Hij was, net als haar moeder, kind van koning Ferdinand I der Beide Siciliën. Uit het huwelijk werden vier kinderen geboren, waarvan er drie stierven voor hun eerste verjaardag. Ze zag dus alleen haar dochter Marie Caroline Auguste (1822-1869) opgroeien. Deze trouwde met Hendrik van Orléans, hertog van Aumâle, ook een afstammeling in vrouwelijke lijn van koning Ferdinand I der Beide Siciliën. Marie Clementine kreeg vier kleinkinderen, maar twee van hen stierven jong. Bovendien stierven de andere twee kinderloos. Marie Clementine leefde lang genoeg om al haar afstammelingen te zien sterven en haar lijn te zien uitsterven. Zelf stierf ze op 83-jarige leeftijd in Frankrijk.

## Kwartierstaat
| Frans I Stefan van Lotharingen (1708–1765) | Frans I Stefan van Lotharingen (1708–1765) | Frans I Stefan van Lotharingen (1708–1765) | Frans I Stefan van Lotharingen (1708–1765) | Frans I Stefan van Lotharingen (1708–1765) | Frans I Stefan van Lotharingen (1708–1765) |                               |                               | Maria Theresia van Oostenrijk (1717-1780) | Maria Theresia van Oostenrijk (1717-1780) | Maria Theresia van Oostenrijk (1717-1780) | Maria Theresia van Oostenrijk (1717-1780) | Maria Theresia van Oostenrijk (1717-1780) | Maria Theresia van Oostenrijk (1717-1780) |                                     |                                     | Karel III van Spanje (1716-1788)      | Karel III van Spanje (1716-1788)      | Karel III van Spanje (1716-1788)      | Karel III van Spanje (1716-1788)      | Karel III van Spanje (1716-1788)      | Karel III van Spanje (1716-1788)      |  |  | Maria Amalia van Saksen (1724-1760)         | Maria Amalia van Saksen (1724-1760)         | Maria Amalia van Saksen (1724-1760)         | Maria Amalia van Saksen (1724-1760)         | Maria Amalia van Saksen (1724-1760)         | Maria Amalia van Saksen (1724-1760)         |                                                |                                                | Frans I Stefan van Lotharingen (1708–1765)     | Frans I Stefan van Lotharingen (1708–1765)     | Frans I Stefan van Lotharingen (1708–1765)     | Frans I Stefan van Lotharingen (1708–1765)     | Frans I Stefan van Lotharingen (1708–1765) | Frans I Stefan van Lotharingen (1708–1765) |                                           |                                           | Maria Theresia van Oostenrijk (1717-1780) | Maria Theresia van Oostenrijk (1717-1780) | Maria Theresia van Oostenrijk (1717-1780) | Maria Theresia van Oostenrijk (1717-1780) | Maria Theresia van Oostenrijk (1717-1780) | Maria Theresia van Oostenrijk (1717-1780) |  |  |                       |                       |                       |                       |                       |                       |
| Frans I Stefan van Lotharingen (1708–1765) | Frans I Stefan van Lotharingen (1708–1765) | Frans I Stefan van Lotharingen (1708–1765) | Frans I Stefan van Lotharingen (1708–1765) | Frans I Stefan van Lotharingen (1708–1765) | Frans I Stefan van Lotharingen (1708–1765) |                               |                               | Maria Theresia van Oostenrijk (1717-1780) | Maria Theresia van Oostenrijk (1717-1780) | Maria Theresia van Oostenrijk (1717-1780) | Maria Theresia van Oostenrijk (1717-1780) | Maria Theresia van Oostenrijk (1717-1780) | Maria Theresia van Oostenrijk (1717-1780) |                                     |                                     | Karel III van Spanje (1716-1788)      | Karel III van Spanje (1716-1788)      | Karel III van Spanje (1716-1788)      | Karel III van Spanje (1716-1788)      | Karel III van Spanje (1716-1788)      | Karel III van Spanje (1716-1788)      |  |  | Maria Amalia van Saksen (1724-1760)         | Maria Amalia van Saksen (1724-1760)         | Maria Amalia van Saksen (1724-1760)         | Maria Amalia van Saksen (1724-1760)         | Maria Amalia van Saksen (1724-1760)         | Maria Amalia van Saksen (1724-1760)         |                                                |                                                | Frans I Stefan van Lotharingen (1708–1765)     | Frans I Stefan van Lotharingen (1708–1765)     | Frans I Stefan van Lotharingen (1708–1765)     | Frans I Stefan van Lotharingen (1708–1765)     | Frans I Stefan van Lotharingen (1708–1765) | Frans I Stefan van Lotharingen (1708–1765) |                                           |                                           | Maria Theresia van Oostenrijk (1717-1780) | Maria Theresia van Oostenrijk (1717-1780) | Maria Theresia van Oostenrijk (1717-1780) | Maria Theresia van Oostenrijk (1717-1780) | Maria Theresia van Oostenrijk (1717-1780) | Maria Theresia van Oostenrijk (1717-1780) |  |  |                       |                       |                       |                       |                       |                       |
|                                            |                                            |                                            |                                            |                                            |                                            |                               |                               |                                           |                                           |                                           |                                           |                                           |                                           |                                     |                                     |                                       |                                       |                                       |                                       |                                       |                                       |  |  |                                             |                                             |                                             |                                             |                                             |                                             |                                                |                                                |                                                |                                                |                                                |                                                |                                            |                                            |                                           |                                           |                                           |                                           |                                           |                                           |                                           |                                           |  |  |                       |                       |                       |                       |                       |                       |
|                                            |                                            |                                            |                                            |                                            |                                            |                               |                               |                                           |                                           |                                           |                                           |                                           |                                           |                                     |                                     |                                       |                                       |                                       |                                       |                                       |                                       |  |  |                                             |                                             |                                             |                                             |                                             |                                             |                                                |                                                |                                                |                                                |                                                |                                                |                                            |                                            |                                           |                                           |                                           |                                           |                                           |                                           |                                           |                                           |  |  |                       |                       |                       |                       |                       |                       |
|                                            |                                            |                                            |                                            | Keizer Leopold II (1747-1792)              | Keizer Leopold II (1747-1792)              | Keizer Leopold II (1747-1792) | Keizer Leopold II (1747-1792) | Keizer Leopold II (1747-1792)             | Keizer Leopold II (1747-1792)             |                                           |                                           |                                           |                                           |                                     |                                     | Marie Louise van Bourbon (1745-1792)  | Marie Louise van Bourbon (1745-1792)  | Marie Louise van Bourbon (1745-1792)  | Marie Louise van Bourbon (1745-1792)  | Marie Louise van Bourbon (1745-1792)  | Marie Louise van Bourbon (1745-1792)  |  |  | Ferdinand I der Beide Siciliën (1751-1825)  | Ferdinand I der Beide Siciliën (1751-1825)  | Ferdinand I der Beide Siciliën (1751-1825)  | Ferdinand I der Beide Siciliën (1751-1825)  | Ferdinand I der Beide Siciliën (1751-1825)  | Ferdinand I der Beide Siciliën (1751-1825)  |                                                |                                                |                                                |                                                |                                                |                                                | Maria Carolina van Oostenrijk (1752-1814)  | Maria Carolina van Oostenrijk (1752-1814)  | Maria Carolina van Oostenrijk (1752-1814) | Maria Carolina van Oostenrijk (1752-1814) | Maria Carolina van Oostenrijk (1752-1814) | Maria Carolina van Oostenrijk (1752-1814) |                                           |                                           |                                           |                                           |  |  |                       |                       |                       |                       |                       |                       |
|                                            |                                            |                                            |                                            | Keizer Leopold II (1747-1792)              | Keizer Leopold II (1747-1792)              | Keizer Leopold II (1747-1792) | Keizer Leopold II (1747-1792) | Keizer Leopold II (1747-1792)             | Keizer Leopold II (1747-1792)             |                                           |                                           |                                           |                                           |                                     |                                     | Marie Louise van Bourbon (1745-1792)  | Marie Louise van Bourbon (1745-1792)  | Marie Louise van Bourbon (1745-1792)  | Marie Louise van Bourbon (1745-1792)  | Marie Louise van Bourbon (1745-1792)  | Marie Louise van Bourbon (1745-1792)  |  |  | Ferdinand I der Beide Siciliën (1751-1825)  | Ferdinand I der Beide Siciliën (1751-1825)  | Ferdinand I der Beide Siciliën (1751-1825)  | Ferdinand I der Beide Siciliën (1751-1825)  | Ferdinand I der Beide Siciliën (1751-1825)  | Ferdinand I der Beide Siciliën (1751-1825)  |                                                |                                                |                                                |                                                |                                                |                                                | Maria Carolina van Oostenrijk (1752-1814)  | Maria Carolina van Oostenrijk (1752-1814)  | Maria Carolina van Oostenrijk (1752-1814) | Maria Carolina van Oostenrijk (1752-1814) | Maria Carolina van Oostenrijk (1752-1814) | Maria Carolina van Oostenrijk (1752-1814) |                                           |                                           |                                           |                                           |  |  |                       |                       |                       |                       |                       |                       |
|                                            |                                            |                                            |                                            |                                            |                                            |                               |                               |                                           |                                           | Frans II van Oostenrijk (1768-1835)       | Frans II van Oostenrijk (1768-1835)       | Frans II van Oostenrijk (1768-1835)       | Frans II van Oostenrijk (1768-1835)       | Frans II van Oostenrijk (1768-1835) | Frans II van Oostenrijk (1768-1835) |                                       |                                       |                                       |                                       |                                       |                                       |  |  |                                             |                                             |                                             |                                             |                                             |                                             | Maria Theresia van Bourbon-Sicilië (1772-1807) | Maria Theresia van Bourbon-Sicilië (1772-1807) | Maria Theresia van Bourbon-Sicilië (1772-1807) | Maria Theresia van Bourbon-Sicilië (1772-1807) | Maria Theresia van Bourbon-Sicilië (1772-1807) | Maria Theresia van Bourbon-Sicilië (1772-1807) |                                            |                                            |                                           |                                           |                                           |                                           |                                           |                                           |                                           |                                           |  |  |                       |                       |                       |                       |                       |                       |
|                                            |                                            |                                            |                                            |                                            |                                            |                               |                               |                                           |                                           | Frans II van Oostenrijk (1768-1835)       | Frans II van Oostenrijk (1768-1835)       | Frans II van Oostenrijk (1768-1835)       | Frans II van Oostenrijk (1768-1835)       | Frans II van Oostenrijk (1768-1835) | Frans II van Oostenrijk (1768-1835) |                                       |                                       |                                       |                                       |                                       |                                       |  |  |                                             |                                             |                                             |                                             |                                             |                                             | Maria Theresia van Bourbon-Sicilië (1772-1807) | Maria Theresia van Bourbon-Sicilië (1772-1807) | Maria Theresia van Bourbon-Sicilië (1772-1807) | Maria Theresia van Bourbon-Sicilië (1772-1807) | Maria Theresia van Bourbon-Sicilië (1772-1807) | Maria Theresia van Bourbon-Sicilië (1772-1807) |                                            |                                            |                                           |                                           |                                           |                                           |                                           |                                           |                                           |                                           |  |  |                       |                       |                       |                       |                       |                       |
|                                            |                                            |                                            |                                            |                                            |                                            |                               |                               |                                           |                                           |                                           |                                           |                                           |                                           |                                     |                                     |                                       |                                       |                                       |                                       |                                       |                                       |  |  |                                             |                                             |                                             |                                             |                                             |                                             |                                                |                                                |                                                |                                                |                                                |                                                |                                            |                                            |                                           |                                           |                                           |                                           |                                           |                                           |                                           |                                           |  |  |                       |                       |                       |                       |                       |                       |
|                                            |                                            |                                            |                                            |                                            |                                            |                               |                               |                                           |                                           |                                           |                                           |                                           |                                           |                                     |                                     |                                       |                                       |                                       |                                       |                                       |                                       |  |  |                                             |                                             |                                             |                                             |                                             |                                             |                                                |                                                |                                                |                                                |                                                |                                                |                                            |                                            |                                           |                                           |                                           |                                           |                                           |                                           |                                           |                                           |  |  |                       |                       |                       |                       |                       |                       |
| Marie Louise van Oostenrijk (1791-1847)    | Marie Louise van Oostenrijk (1791-1847)    | Marie Louise van Oostenrijk (1791-1847)    | Marie Louise van Oostenrijk (1791-1847)    | Marie Louise van Oostenrijk (1791-1847)    | Marie Louise van Oostenrijk (1791-1847)    |                               |                               | Ferdinand I van Oostenrijk (1793-1875)    | Ferdinand I van Oostenrijk (1793-1875)    | Ferdinand I van Oostenrijk (1793-1875)    | Ferdinand I van Oostenrijk (1793-1875)    | Ferdinand I van Oostenrijk (1793-1875)    | Ferdinand I van Oostenrijk (1793-1875)    |                                     |                                     | Leopoldine van Oostenrijk (1797-1826) | Leopoldine van Oostenrijk (1797-1826) | Leopoldine van Oostenrijk (1797-1826) | Leopoldine van Oostenrijk (1797-1826) | Leopoldine van Oostenrijk (1797-1826) | Leopoldine van Oostenrijk (1797-1826) |  |  | Marie Clementine van Oostenrijk (1798-1881) | Marie Clementine van Oostenrijk (1798-1881) | Marie Clementine van Oostenrijk (1798-1881) | Marie Clementine van Oostenrijk (1798-1881) | Marie Clementine van Oostenrijk (1798-1881) | Marie Clementine van Oostenrijk (1798-1881) |                                                |                                                | Maria Carolina van Oostenrijk (1801-1832)      | Maria Carolina van Oostenrijk (1801-1832)      | Maria Carolina van Oostenrijk (1801-1832)      | Maria Carolina van Oostenrijk (1801-1832)      | Maria Carolina van Oostenrijk (1801-1832)  | Maria Carolina van Oostenrijk (1801-1832)  |                                           |                                           | Frans Karel van Oostenrijk (1802-1878)    | Frans Karel van Oostenrijk (1802-1878)    | Frans Karel van Oostenrijk (1802-1878)    | Frans Karel van Oostenrijk (1802-1878)    | Frans Karel van Oostenrijk (1802-1878)    | Frans Karel van Oostenrijk (1802-1878)    |  |  | 4 zusters en 2 broers | 4 zusters en 2 broers | 4 zusters en 2 broers | 4 zusters en 2 broers | 4 zusters en 2 broers | 4 zusters en 2 broers |